# 格拉茨附近朗埃格
格拉茨附近朗埃格（德語：Langegg bei Graz）是奥地利施泰尔马克州格拉茨城郊县的一个市镇。总面积11.34平方公里，总人口804人，人口密度70.9人/平方公里（2001年）。